# Älggölen (Trehörna socken, Östergötland)
Älggölen är en sjö i Ödeshögs kommun i Östergötland och ingår i Motala ströms huvudavrinningsområde.